# Discocerina bisetulosa
Discocerina bisetulosa är en tvåvingeart som först beskrevs av Cresson 1939.  Discocerina bisetulosa ingår i släktet Discocerina och familjen vattenflugor. Inga underarter finns listade i Catalogue of Life.